# Cuba Gooding Sr.
Cuba Gooding Sr. (Manhattan, Nueva York, 27 de abril de 1944-Los Ángeles, California, 20 de abril de 2017) fue un actor y cantante estadounidense de soul.
Fue vocalista principal de la banda The Main Ingredient, que empleaba los estilos rhythm and blues (R&B) y soul, más notable por sus dos grandes éxitos: Everybody Plays the Fool (1972) y Just Don't Want to Be Lonely (1974).También tuvo una breve carrera como solista para Motown Records entre los años setenta y los años ochenta. Era padre del actor Cuba Gooding Jr.

## Infancia
Nacido en Harlem, Nueva York, sus padres fueron Dudley MacDonald Gooding y Addie Alston. Su padre era originario de Barbados y huyó de la isla hacia Cuba en 1936, conociendo y casándose con una mujer de ahí. Cuando fue asesinada, debido a su afiliación con el líder panafricano Marcus Garvey, Dudley Goodding prometió sobre el lecho de muerte de su esposa que su primer hijo tendría el nombre de Cuba. Su padre falleció cuando él tenía once años en Cuba. El padre de Gooding fue un taxista en Manhattan. Gooding Sr. creció a ocho cuadras del Apollo Theater y diecinueve cuadras de Carnegie Hall.

## Carrera
Gooding se unió a The Main Ingredient como vocalista de grupo. Sería el cantante principal después de que el cantante principal Donald McPherson muriera de leucemia en 1971. En 1973, el álbum Afrodisiac presentó varias canciones coescritas por Stevie Wonder. Gooding abandonó The Main Ingredient entre 1977 y 1978. Tuvo un breve tiempo de carrera en solitario en Motown Records a finales de los años setenta y principios de los años ochenta realizando dos álbumes: el primero titulado 1st Cuba Gooding Album. Su más grande éxito internacional fue la composición de Brian Auger Happoness Is Just Around The Bend en 1983 recientemente interpretada por varios artistas de R&B (rhythm and blues) siendo además éxitos en las listas solo como un remix por UK Hardcore Rave group Altern-8 en 1991. En 1980, Gooding regresó a The Main Ingredient haciendo dos álbumes para RCA Victor. En 1991, muestras de sus canciones fueron presentadas por Bizarre Inc's como el sencillo Playing With Knives. Gooding liberó un sencillo llamado Politics en septiembre de 2007. También desarrolló un proyecto de película llamado Everybody Plays the Fool: The Cuba Gooding Story. La película mostraba los reflejos de tres generaciones de la Familia Gooding: Dudley Cuba Godding, Cuba Gooding Sr., Cuba Godding Jr. y Omar Gooding.
En un viaje en barco y en un DVD, menciona que podría aparecer en una comedia romántica en 2003, The Fighting Temptations, que estelarizaría con su hijo Cuba Gooding Jr., pero no estuvo en la película. 
Pero apareció en Beach Music Super Collaboration CD, presentando una composición de Charles Wallert, Meant To Be In Love,
la cual fue llevada a dúo, Never Give Up (Bluewater Recordings), debutando en la inauguración presidencial en 2009.

## Vida personal y muerte
Gooding se mudó del barrio del Bronx, en Nueva York, al sur de California, en los años setenta, con su esposa, la cantante Shirley Gooding (de soltera Sullivan), con la cual tuvo cuatro hijos: los actores Cuba Gooding Jr., Omar Gooding, April Gooding y el músico Tommy Gooding. Gooding Sr. más tarde tendría papeles menores de actor. Se separó de su esposa en 1974. En 1995, los Gooding se volvieron a casar, después de veintiún años de estar separados y divorciados.
El 20 de abril de 2017, una semana antes de su 73 cumpleaños, Gooding fue encontrado muerto en su vehículo, el cual estaba estacionado en una calle en Woodland Hills, Los Ángeles, California. La resucitación cardiopulmonar fue realizada por el Departamento de Bomberos, siendo inútiles sus esfuerzos para rescatarlo. El resultado de la autopsia está pendiente.